# 시청각 최고 위원회

시청각 최고 위원회의 로고

시청각 최고 위원회(프랑스어: Conseil supérieur de l'audiovisuel (CSA), 영어: Superior Council of Audiovisual (Content))는 1969년에 창설된 프랑스의 기관으로 라디오, 텔레비전과 같은 다양한 전자 매체의 규제가 역할이다. '시청각 커뮤니케이션 최고 위원회'의 창설은 '프랑스를 위한 110가지 제안'이라는 이름의 프랑스 사회당의 1981년도 선거 프로그램에서도 찾을 수 있는 정책이다.
CSA는 커뮤니케이션과 해방을 위한 전국 위원회(CNCL)를 대체했다. CNCL은 1982년에 주로 아마추어들과 NGO들로 이루어진 해적 라디오의 무정부적인 송출을 방임하는 대신 민영 라디오 부문에 대한 라디오 주파수의 분배를 감독하기 위해 창설한 시청각 커뮤니케이션 최고 위원회를 대체했다.
CSA는 언제나 콘텐츠가 TV 채널을 통해 방영되거나 라디오를 통해 방송된 다음에 사후적으로 행동한다. 따라서 사전 검열은 없다.
예를 들어, 2005년에 CSA는 프랑스 정부에 헤이트 스피치의 혐의로 Al-Manar TV를 금지할 것을 요청했다. CSA는 또한 "증거"가 아닌 "일치 요소들"에 근거해 MED TV가 쿠르드족 노동자당에 가까웠다고 주장했다.